# Heiligdom van Artemis Brauronia
Het Heiligdom van Artemis Brauronia of Brauroneion was een heiligdom op de Akropolis in het oude Athene. Het was in feite een filiaal van de grote tempel van Artemis in Brauron, in het oosten van Attica. Artemis Brauronia werd vereerd als beschermster van zwangeren en kraamvrouwen. Na een bevalling offerden vrouwen aan haar hun kleding. Ook de kleding van overleden kraamvrouwen werd geofferd. In Brauron vond het vijfjaarlijkse festival van de Arkteia plaats, waarbij een processie werd gehouden vanaf het heiligdom in Athene naar de tempel in Brauron voor jonge meisjes vanaf 7 jaar. Deze vereerden de godin als ‘arktoi’ (berinnetjes) in een ritueel waarin ze vermoedelijk werden voorbereid op de puberteit en het huwelijk. In het heiligdom op de Atheense Akropolis zijn votiefoffers teruggevonden, waaronder een klein beertje.
Het heiligdom lag na het betreden van de Akropolis meteen rechts, op de zuidwesthoek tussen de Propyleeën en de Chalkotheke. Het had de vorm van een stoa van 38 x 6,8 m. met zijn achterkant langs de zuidmuur van de Akropolis, met twee uitstekende vleugels met een lengte van 9,3 m. Vanaf de Propyleeën liep een in de rotsen uitgehouwen trap naar het heiligdom. Het werd vermoedelijk ca. 430 v.Chr. gebouwd, in de tijd van Peisistratos (die zelf uit Brauron kwam!), en er zijn nu alleen nog zeer schamele resten van de muren over.
Pausanias (1, 23) schreef in de 2e eeuw n.Chr. dat er een cultusbeeld gemaakt door Praxiteles in het heiligdom stond. Verder noemt hij o.a. het kolossale bronzen beeld van het Paard van Troje dat er als wijgeschenk was neergezet. Hiervan zijn in 1840 twee marmerblokken van het voetstuk teruggevonden met een inscriptie die de naam van de maker, Strongylion, vermeldt. Het beeld van een marmeren hond in het Acropolis Museum had waarschijnlijk de functie van waakhond van het Artemisheiligdom. In vroege tijden was Apollo een hond of wolf of wachter met wolvengezicht, die Artemis vergezelde.